# جورجينا هاردينغ
جورجينا هاردينغ (بالإنجليزية: Georgina Harding)‏ (11 يونيو 1955، شروزبري في المملكة المتحدة)؛ روائية بريطانية.